# Nova vas pri Lescah
Nova vas pri Lescah este o localitate din comuna Radovljica, Slovenia, cu o populație de 179 de locuitori.